# Minettia caesia
Minettia caesia är en tvåvingeart som först beskrevs av Daniel William Coquillett 1904.  Minettia caesia ingår i släktet Minettia och familjen lövflugor. Inga underarter finns listade i Catalogue of Life.